# Monts-sur-Guesnes
Monts-sur-Guesnes es una población y comuna francesa, situada en la región de Poitou-Charentes, departamento de Vienne, en el distrito de Châtellerault y cantón de Monts-sur-Guesnes.

## Demografía
| 801 | 713 | 653 | 642 | 620 | 641 |
| Para los censos de 1962 a 1999 la población legal corresponde a la población sin duplicidades (Fuente: INSEE [Consultar]) |     |     |     |     |     |